# Eslövs kommunvapen

Eslövs vapen brukar framställas utan den murkrona som ovanligt nog skall finnas ovanpå skölden enligt vapnets blasonering.

Eslövs kommunvapen innehåller ett bevingat hjul som symbol för järnvägen och ett klöverblad som symbol för handel och lantmannaprodukter. Vapnet fastställdes för Eslövs stad 1911. Inga konkurrerande vapen fanns i de enheter som lades samman till Eslövs kommun.

## Blasonering
Blasonering: En blå sköld med ett vingadt hjul och däröfver ett klöfverblad, allt af guld. Skölden täckes af en murkrona.

## Bakgrund
Vapnet fastställdes av Kungl. Maj:t den 22 december 1911 för den då nybildade Eslövs stad. Ovanligt är att gammalstavningen från vapnets fastställelse fick bli kvar när vapnet registrerades för den nybildade Eslövs kommun hos Patent- och registreringsverket (PRV) 1975. Inga konkurrerande vapen fanns i de enheter som lades samman till Eslövs kommun.
Udda är också att en murkrona omtalas i blasoneringen. Den är dock inte med på den exempelbild som finns registrerad hos PRV och används inte heller alltid av kommunen. Murkronan är egentligen rangtecknet för den typ av kommun som kallas stad, som det formellt inte finns några av i Sverige efter kommunreformen 1971.